# Zentralamerikanische Handballmeisterschaft der Männer 2013
Die Zentralamerikanische Handballmeisterschaft der Männer 2013 war die erste Austragung der Zentralamerikanischen Handballmeisterschaft für Männer-Nationalmannschaften Zentralamerikas. Organisiert wurde sie von der Pan-American Team Handball Federation. Gespielt wurde in einem einfachen Jeder-gegen-jeden-Turnier. Sieger in San Salvador, El Salvador, wurde die guatemaltekische Männer-Handballnationalmannschaft, die sich damit für die Handball-Panamerikameisterschaft der Männer 2014 qualifizierte.

## Turnier
| Pl. | Land        | Sp. | S | U | N | Tore      | Diff. | Punkte |
| --- | ----------- | --- | - | - | - | --------- | ----- | ------ |
| 1.  | Guatemala   | 4   | 4 | 0 | 0 | 0165:860  | +79   | 8      |
| 2.  | Costa Rica  | 4   | 3 | 0 | 1 | 0113:1120 | +1    | 6      |
| 3.  | Nicaragua   | 4   | 2 | 0 | 2 | 0126:1200 | +6    | 4      |
| 4.  | El Salvador | 4   | 1 | 0 | 3 | 0113:1380 | −25   | 2      |
| 5.  | Honduras    | 4   | 0 | 0 | 4 | 093:1300  | −37   | 0      |

Anmk.: Bei Punktgleichheit entschied der direkte Vergleich, dann das Torverhältnis.
| 10. Dezember 2013 | Costa Rica   | 24:39 | Guatemala | Palacio de los Deportes, San Salvador |
| 10. Dezember 2013 |              |       |           | Palacio de los Deportes, San Salvador |
| 10. Dezember 2013 | Spielbericht |       |           | Palacio de los Deportes, San Salvador |

| 10. Dezember 2013 | El Salvador  | 31:20 | Honduras | Palacio de los Deportes, San Salvador |
| 10. Dezember 2013 |              |       |          | Palacio de los Deportes, San Salvador |
| 10. Dezember 2013 | Spielbericht |       |          | Palacio de los Deportes, San Salvador |

| 11. Dezember 2013 | Nicaragua    | 43:24 | Honduras | Palacio de los Deportes, San Salvador |
| 11. Dezember 2013 |              |       |          | Palacio de los Deportes, San Salvador |
| 11. Dezember 2013 | Spielbericht |       |          | Palacio de los Deportes, San Salvador |

| 11. Dezember 2013 | El Salvador  | 24:44 | Guatemala | Palacio de los Deportes, San Salvador |
| 11. Dezember 2013 |              |       |           | Palacio de los Deportes, San Salvador |
| 11. Dezember 2013 | Spielbericht |       |           | Palacio de los Deportes, San Salvador |

| 12. Dezember 2013 | Guatemala    | 41:16 | Honduras | Palacio de los Deportes, San Salvador |
| 12. Dezember 2013 |              |       |          | Palacio de los Deportes, San Salvador |
| 12. Dezember 2013 | Spielbericht |       |          | Palacio de los Deportes, San Salvador |

| 12. Dezember 2013 | Costa Rica   | 26:24 | Nicaragua | Palacio de los Deportes, San Salvador |
| 12. Dezember 2013 |              |       |           | Palacio de los Deportes, San Salvador |
| 12. Dezember 2013 | Spielbericht |       |           | Palacio de los Deportes, San Salvador |

| 13. Dezember 2013 | Nicaragua    | 22:41 | Guatemala | Palacio de los Deportes, San Salvador |
| 13. Dezember 2013 |              |       |           | Palacio de los Deportes, San Salvador |
| 13. Dezember 2013 | Spielbericht |       |           | Palacio de los Deportes, San Salvador |

| 13. Dezember 2013 | El Salvador  | 29:37 | Costa Rica | Palacio de los Deportes, San Salvador |
| 13. Dezember 2013 |              |       |            | Palacio de los Deportes, San Salvador |
| 13. Dezember 2013 | Spielbericht |       |            | Palacio de los Deportes, San Salvador |

| 14. Dezember 2013 | Costa Rica   | 26:20 | Honduras | Palacio de los Deportes, San Salvador |
| 14. Dezember 2013 |              |       |          | Palacio de los Deportes, San Salvador |
| 14. Dezember 2013 | Spielbericht |       |          | Palacio de los Deportes, San Salvador |

| 14. Dezember 2013 | El Salvador  | 29:37 | Nicaragua | Palacio de los Deportes, San Salvador |
| 14. Dezember 2013 |              |       |           | Palacio de los Deportes, San Salvador |
| 14. Dezember 2013 | Spielbericht |       |           | Palacio de los Deportes, San Salvador |